# Joni Aho
Joni Aho (Kaarina, 12 aprile 1986) è un ex calciatore finlandese, di ruolo difensore.

## Carriera

### Club
Ha trascorso tutte ed undici le stagioni della sua carriera professionistica nella prima divisione finlandese, campionato in cui ha totalizzato complessivamente 227 presenze e 10 reti. In carriera ha inoltre giocato anche 2 partite nei turni preliminari di Champions League e 4 partite nei turni preliminari di Europa League.

### Nazionale
Ha partecipato ai campionati europei Under-21 nel 2009. Tra il 2009 ed il 2016, anno del suo ritiro, ha invece giocato complessivamente 3 partite con la nazionale maggiore.

## Palmarès

### Club

#### Competizioni nazionali
- Campionato finlandese: 1

Inter Turku: 2008
- Coppa di Finlandia: 1

Inter Turku: 2009
- Coppa di Lega finlandese: 1

Inter Turku: 2008